# La stirpe dei vampiri
La stirpe dei vampiri (El vampiro) è un film del 1957 diretto da Fernando Méndez.
Lo stesso regista dirigerà anche il seguito di questo film: La bara del vampiro.

## Trama
La giovane Marta fa ritorno alla casa della sua infanzia per visitare gli zii; è accompagnata da Enrique, un medico che ha conosciuto alla stazione ferroviaria e che mostra simpatia verso di lei. Giunta alla casa avita, Marta viene a sapere che sua zia Maria Teresa è morta dopo una lunga malattia che l'ha condotta alla follia e così, abbattuta dal dolore, chiede a Enrique di trattenersi ancora per qualche tempo. Enrique accetta e durante il suo soggiorno scopre che gli abitanti della casa sono molto superstiziosi e che temono in particolare le apparizioni dei vampiri, della cui esistenza ci sarebbero prove evidenti proprio nei dintorni dell'abitazione.